# پل رپلات
پل رپلات (انگلیسی: Replot Bridge سوئدی: Replotbron فنلاندی: Raippaluodon silta) یک پل کابلی است که جزیرۀ رپلات را به سرزمین اصلی در کرسهلم، نزدیک واسا، فنلاند متصل می‌کند. این پل با طول ۱۰۴۵ متر (۳۴۲۸ فوت) طولانی‌ترین پل فنلاند است. دو دکل نگهدارنده هر دو ۸۲.۵ متر (۲۷۱ فوت) ارتفاع دارند.
این پل در ۲۷ آگوست ۱۹۹۷ توسط رئیس جمهور فنلاند، مارتی آهتیساری، افتتاح شد.